# Carbonea
Carbonea is een geslacht van korstmossen dat behoort tot orde Lecanoraceae. De typesoort is Carbonea atronivea.

## Soorten
Volgens Index Fungorum bevat het geslacht uit 21 soorten (peildatum februari 2024):
| Soortnaam              | Auteur(s)                                     | Publicatiejaar |
| ---------------------- | --------------------------------------------- | -------------- |
| Carbonea agellata      | (Darb.) Fryday                                | 2012           |
| Carbonea aggregantula  | (Müll. Arg.) Diederich & Triebel              | 2003           |
| Carbonea antarctica    | (C.W. Dodge & G.E. Baker) D. Hawksw. & Iturr. | 2006           |
| Carbonea assentiens    | (Nyl.) Hertel                                 | 1984           |
| Carbonea assimilis     | (Hampe ex Körb.) Hafellner & Hertel           | 1987           |
| Carbonea atronivea     | (Arnold) Hertel                               | 1983           |
| Carbonea gallowayi     | Hertel                                        | 2007           |
| Carbonea hypopurpurea  | Fryday                                        | 2012           |
| Carbonea intrudens     | (H. Magn.) Hafellner                          | 2006           |
| Carbonea invadens      | (H. Magn.) M.P. Andreev                       | 2004           |
| Carbonea latypizodes   | (Nyl.) Knoph & Rambold                        | 2001           |
| Carbonea montevidensis | (Müll. Arg.) Rambold & Knoph                  | 1989           |
| Carbonea neuropogonis  | Etayo                                         | 2008           |
| Carbonea nivaria       | (Arnold) Rambold                              | 2010           |
| Carbonea phaeostoma    | (Nyl.) Hertel                                 | 1984           |
| Carbonea subdeclinans  | (Müll. Arg.) Hertel ex Fryday                 | 2012           |
| Carbonea supersparsa   | (Nyl.) Hertel                                 | 1983           |
| Carbonea tephromelae   | M. Svensson & M. Westb.                       | 2021           |
| Carbonea viriduloatra  | (B. de Lesd.) Hafellner                       | 2018           |
| Carbonea vitellinaria  | (Nyl.) Hertel                                 | 1983           |
| Carbonea vorticosa     | (Flörke) Hertel                               | 1983           |